# Харука Китагучи
Харука Китагучи (јап. 北口 榛花; Асахикава, 16. март 1998.) јапанска је атлетичарка, олимпијска и светска првакиња у бацању копља.

## Живот и каријера
Китагучи је освојила златну медаљу на Светском првенству за млађе јуниоре 2015.
На Светском првенству у 2022. освојила је бронзану медаљу, чиме је постала прва Јапанка која је освојила медаљу у било којој дисциплини бацања на Светском првенству или Олимпијским играма.
2023. освојила је златну медаљу у бацању копља на Светском првенству у Будимпешти.
Китагучи је освојила злато у бацању копља на Олимпијским играма 2024. у Паризу.
Поред енглеског, Китагучи разуме и говори чешки. Живи и тренира са чешким тренером Давидом Секераком у Домажлицама. У јануару 2024. године добила је спомен орден града Домажлице.

## Међународна такмичења
| Година               | Такмичење            | Место                | Позиција             | Дисциплина           | Резултат             | Белешка              |
| Представљајући Јапан | Представљајући Јапан | Представљајући Јапан | Представљајући Јапан | Представљајући Јапан | Представљајући Јапан | Представљајући Јапан |
| -------------------- | -------------------- | -------------------- | -------------------- | -------------------- | -------------------- | -------------------- |
| 2019                 | Светско првенство    | Доха, Катар          | 13.                  | Бацање копља         | 60.84 м              |                      |
| 2021                 | Олимпијске игре      | Токио, Јапан         | 12.                  | Бацање копља         | 55.42 м              |                      |
| 2022                 | Светско првенство    | Јуџин, САД           | 3.                   | Бацање копља         | 63.27 м              |                      |
| 2023                 | Светско првенство    | Будимпешта, Мађарска | 1.                   | Бацање копља         | 66.73 м              |                      |
| 2024                 | Олимпијске игре      | Париз, Француска     | 1.                   | Бацање копља         | 65.80 м              |                      |